# Carsten Myllerup
Carsten Myllerup (født 2. august 1971) er en dansk filminstruktør.
I 2003 debuterede han som spillefimsinstruktør med ungdomsgyseren Midsommer. I 2005 instruerede han Oskar & Josefine. Han har været instruktør på en række afsnit af Hotellet, Jesus & Josefine, Anna Pihl, Sommer, Lulu & Leon og Den 2. side.